# Tomče Grozdanovski
Tomče Grozdanovski (in macedone Томче Гроздановски?; Skopje, 14 marzo 2000) è un calciatore macedone, centrocampista del Sileks Kratovo.

## Caratteristiche tecniche
È un mediano.

## Carriera

### Club
Cresciuto nei settori giovanili di Vardar, Metalurg Skopje e Kožuf, nel 2019 si è trasferito in Slovacchia dove ha firmato un contratto con il ViOn Z.M.. Ha esordito fra i professionisti il 23 febbraio dello stesso anno disputando l'incontro di campionato vinto 3-1 contro l'AS Trenčín.

### Nazionale
Dopo aver giocato anche con le nazionali giovanili macedoni Under-19 ed Under-21, nel 2022 ha esordito in nazionale maggiore.